# Montezuma (Indiana)
Montezuma is een plaats (town) in de Amerikaanse staat Indiana, en valt bestuurlijk gezien onder Parke County.

## Demografie
Bij de volkstelling in 2000 werd het aantal inwoners vastgesteld op 1179.
In 2006 is het aantal inwoners door het United States Census Bureau geschat op 1123, een daling van 56 (-4,7%).

## Geografie
Volgens het United States Census Bureau beslaat de plaats een oppervlakte van
1,6 km², geheel bestaande uit land. Montezuma ligt op ongeveer 157 m boven zeeniveau.

## Plaatsen in de nabije omgeving
De onderstaande figuur toont nabijgelegen plaatsen in een straal van 16 km rond Montezuma.